# Plektrum (hudební skupina)

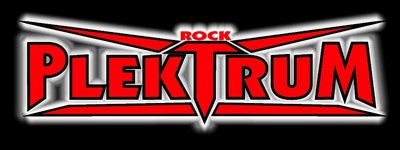
Logo kapely

Plektrum je chebská rocková (nebo také bigbítová) kapela, kterou založil Petr Řezníček. Hrát na zábavách a koncertovat začala již okolo roku 1986, v čemž pokračuje v různě obměněné sestavě až dodnes. Vydala už několik alb a koncertuje hlavně v Karlovarském a Plzeňském kraji. Název kapely je odvozen od cizího slova označujícího kytarové trsátko.

## Sestava
- Petr Řezníček - kytara, baskytara, zpěv (frontman)
- Václav Podhirna - bicí
- Adam Sloup - klávesy, baskytara

Na postu bubeníka se vystřídalo více lidí. Takto šli po sobě s alby, na kterých se podíleli:
- Radek Hlaváček (alba 2000 až Bigbít jak má být)
- Petr Pučil (album Vstříc osudům)
- Martin Nečekal (album Rockmanie)
- Jakub Mareš (2012)
- Miroslav Všetečka
- Jakub Mareš (Chceme žít)
- Václav Podhirna (Odpovědi, Máš to mít, 2020)

## Diskografie
- 2000 2000
- 2001 Rokáč
- 2003 Rock & Fire
- 2005 Bigbít jak má být
- 2007 Vstříc osudům
- 2009 Rockmánie
- 2011 2012
- 2013 Chceme žít
- 2016 Odpovědi
- 2018 Máš to mít
- 2020 2020
- 2025 Pán Bůh dej